# Heute-journal

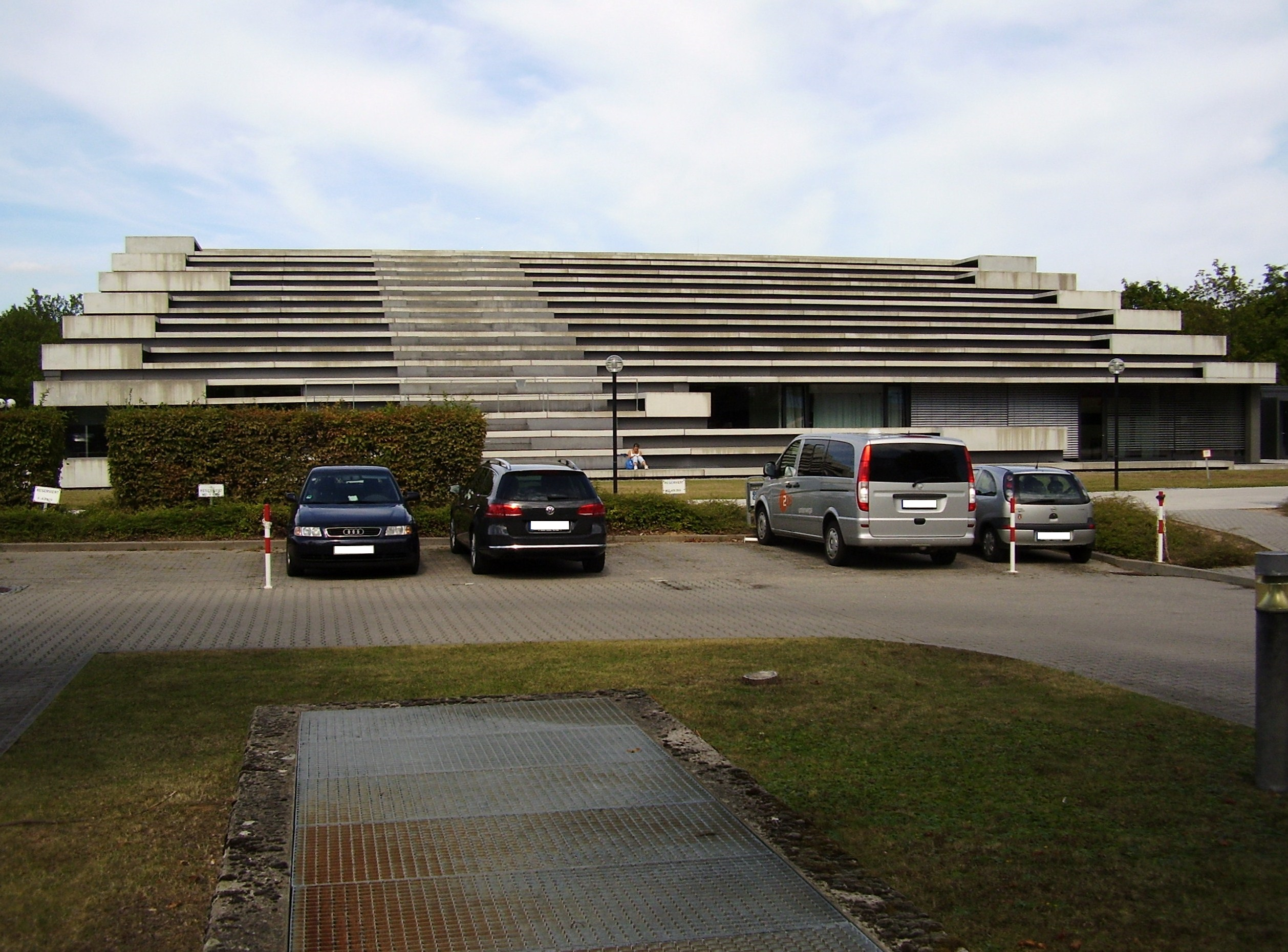
Das ZDF-Nachrichtenstudio in Mainz-Lerchenberg

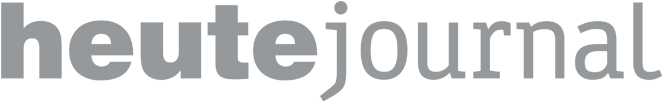
Ehemaliges Logo des heute-journal (2009 bis 2021)

Das heute-journal ist ein Nachrichtenmagazin des ZDF.

## Konzept
Im Unterschied zu den heute-Nachrichten um 19 Uhr werden im heute-journal einzelne Themen des Tages ausführlicher behandelt und Hintergründe beleuchtet, hinzu kommen gegebenenfalls Interviews mit Politikern, Wirtschaftsführern, Experten und anderen maßgeblichen Menschen des Tages. Außerdem gibt es einen Börsenbericht aus Frankfurt. Im Anschluss folgt der Wetterbericht. Der frühere Moderator und Redaktionsleiter, Wolf von Lojewski, brachte die Zielsetzung einst auf die griffige Formel: „Die heute um 19 Uhr meldet: Politiker XY wirft das Handtuch, wir sagen, wohin!“ Dafür erhebt die Sendung keinen Anspruch, vollständig zu sein, das heißt, nicht alle Themen des Tages werden auch durch einen Filmbeitrag dargestellt. Die Sendung ist vergleichbar mit den Tagesthemen der ARD.

## Sendeplatz
Das heute-journal ging am 2. Januar 1978 auf Sendung. Zunächst wurde das heute-journal montags bis donnerstags um 21 Uhr und freitags um 22 Uhr mit einer Sendelänge von 20 Minuten ausgestrahlt. Ab 1. Januar 1984 wurde der Sendetermin einheitlich auf 21:45 Uhr verlegt (aktuell wieder uneinheitlich). Die Sendung wurde 1991 auf 30 Minuten ausgedehnt. Seit 4. Januar 1992 wird das Magazin auch samstags ausgestrahlt; seit 16. Januar 2000 zudem auch sonntags. Seit dem 31. März 2019 ist auch diese Ausgabe 30 Minuten lang.
Das Magazin wird in der Regel um 21:45 Uhr mit einer Länge von etwa 27 Minuten und einer eigenständigen dreiminütigen Wettervorhersage gesendet. Montag bis Donnerstag wird das heute-journal außerdem auf dem Sender Phoenix mit Gebärdensprachdolmetscher parallel zur ZDF-Ausstrahlung gezeigt.
Am Freitag startet das heute-journal um 22 Uhr, nach dem Freitagskrimi. Am Samstag wird die Sendung auf 15 Minuten verkürzt und beginnt erst nach dem Samstagskrimi (oder anderen Unterhaltungssendungen) um ca. 22:45 Uhr.
Bei Krisensituationen wird entweder die reguläre Sendung verlängert (bis zu einer Stunde) oder es wird ein zusätzliches heute-journal spezial ins Programm genommen, das dann, vergleichbar mit heute spezial-Sendungen, in der Regel nicht länger als zehn bis 15 Minuten dauert. Bei sportlichen Veranstaltungen (hauptsächlich bei Fußballländerspielen in der Halbzeitpause) wird das heute-journal in einer siebenminütigen Kurzausgabe gezeigt, wodurch der zweite Nachrichtenblock mit Börsennachrichten und der Kulturbeitrag am Ende der Sendung entfällt.
Seit September 2011 wird das heute-journal auch live im Internet (in der ZDF-Mediathek) übertragen.

## Redaktion
Die Redaktion ist eine eigenständige Redaktion in der „Hauptredaktion Aktuelles“ des ZDF und verfügt über etwa 30 Redakteure und Reporter, die ausschließlich für diese Sendung tätig sind. Bis 2008 haben die Redaktionsleiter auch moderiert:
- 1978 bis 1981 und 1987 bis 1988: Dieter Kronzucker
- 1981 bis 1984: Klaus Bresser
- 1984 bis 1986: Peter Voß
- 1988 bis 1992: Ruprecht Eser
- 1992 bis 2003: Wolf von Lojewski
- 2003 bis 2009: Claus Kleber
- 2009: Jan Metzger
- 2009 bis 2017: Anne Reidt
- 2017 bis 2024: Wulf Schmiese
- seit August 2024: Stefan Leifert

## Moderatoren

### Derzeitige Moderatoren
| Moderator         | Einstieg         | Bemerkung                               |
| ----------------- | ---------------- | --------------------------------------- |
| Marietta Slomka   | 29. Januar 2001  | Hauptmoderatorin                        |
| Christian Sievers | 15. Januar 2013  | Hauptmoderator 2013–2021 als Vertretung |
| Anne Gellinek     | 18. August 2022  | Vertretung                              |
| Dunja Hayali      | 20. Februar 2023 | Vertretung                              |

### Ehemalige Moderatoren
| Moderator            | Einstieg   | Ausstieg   |
| -------------------- | ---------- | ---------- |
| Klaus Bresser        | 1978       | 1983       |
| Dieter Kronzucker    | 1978; 1986 | 1980; 1988 |
| Karlheinz Rudolph    | 1978       | 1983       |
| Jochen Schweizer     | 1978       | 1982       |
| Gustav Trampe        | 1978       | 1979       |
| Ingeborg Wurster     | 1979       | 1984       |
| Hans W. Scheicher    | 1981       | 1985       |
| Peter Voß            | 1981       | 1992       |
| Ernst Elitz          | 1983       | 1985       |
| Gerd Helbig          | 1985       | 1985       |
| Ruprecht Eser        | 1985       | 1992       |
| Sigmund Gottlieb     | 1988       | 1991       |
| Alexander Niemetz    | 1991       | 2000       |
| Wolf von Lojewski    | 1992       | 2003       |
| Eberhard Piltz       | 1993       | 1997       |
| Helmut Reitze        | 1997       | 2002       |
| Klaus-Peter Siegloch | 2003       | 2006       |
| Claus Kleber         | 2003       | 2021       |
| Steffen Seibert      | 2007       | 2010       |
| Maybrit Illner       | 2010       | 2012       |
| Bettina Schausten    | 2020       | 2022       |
| Mitri Sirin          | 2022       | 2022       |
| Wulf Schmiese        | 2022       | 2022       |

## Redakteure im Studio/Co-Moderatoren (seit 1986)
Die kompakten Nachrichten im heute-journal präsentiert seit dem 30. Juni 1986 ein Redakteur im Studio.

### Derzeitige Redakteure im Studio/Co-Moderatoren
| Redakteur im Studio  | Einstieg        | Anmerkungen |
| -------------------- | --------------- | --- |
| Gundula Gause        | 8. Februar 1993 | in der Regel mit Anne Gellinek bzw. Dunja Hayali (Vertretung) (vorher: in der Regel mit Wolf von Lojewski bzw. Claus Kleber) |
| Heinz Wolf           | 1997            | in der Regel mit Marietta Slomka (vorher: Vertretung für Anja Charlet)                                                       |
| Hanna Zimmermann     | 10. Januar 2022 | in der Regel mit Christian Sievers                                                                                           |
| Christopher Wehrmann | 29. August 2023 | in der Regel mit Dunja Hayali (Vertretung) (vorher: Vertretung für Hanna Zimmermann)                                         |

### Ehemalige Redakteure im Studio/Co-Moderatoren
| Redakteur im Studio                     | Einstieg | Ausstieg |
| --------------------------------------- | -------- | -------- |
| Ekkehardt Gahntz                        | 1986     | 1989     |
| Susanne Gelhard                         | 1986     | 1989     |
| Helmut Reitze                           | 1986     | 1987     |
| Marina Ruperti                          | 1987     | 1989     |
| Ulrike Grunewald                        | 1989     | 1992     |
| Peter Hahne                             | 1989     | 1991     |
| Nina Ruge                               | 1989     | 1994     |
| Bernhard Nellessen                      | 1992     | 1994     |
| Anja Charlet (bis 1999 Wolf)            | 1995     | 2001     |
| Alexander Stock                         | 1995     | 1997     |
| Michaela Kolster (Elternzeitvertretung) | 2000     | 2000     |
| Caroline Hamann                         | 2001     | 2002     |
| Barbara Hahlweg                         | 2003     | 2007     |
| Dunja Hayali                            | 2007     | 2010     |
| Kay-Sölve Richter                       | 2010     | 2025     |
| Carsten Rüger                           | 2015     | 2015     |
| Christoph Wiesel                        | 2025     | 2025     |

## heute journal up:date
Seit dem 7. September 2020 sendet das ZDF wochentags eine Erweiterung zur Hauptsendung. Das 15-minütige heute journal up:date behandelt zwischen 23:45 Uhr und 1 Uhr die Themen des Tages mit Hintergrundberichten, Schaltgesprächen und Interviews. Die Sendung ersetzt heute+ und wird auch von der Redaktion des heute journals verantwortet.

## Vorspann und Studiohintergrund
In den 1970er- und 1980er-Jahren zeigte der Vorspann die Moderatoren live unmittelbar vor dem Beginn der Sendung. Dazu wurde eine Uhr eingeblendet und wichtige Schlagzeilen des Tages liefen als Ticker über dem unteren Bildrand. Das Geräusch des Tickers entsprach dabei dem Wort „heute“ im Morsecode (vier kurz, ein kurz, zwei kurz und ein lang, ein lang, ein kurz). In den 1990er-Jahren wurde der Morsecode durch unterschiedliche akustische Untermalung ersetzt, der Blick in die im Laufe der Zeit mehrmals modernisierten Studios blieb jedoch erhalten. Die Erkennungsmelodie wurde im Laufe der Zeit ebenso mehrfach verändert. Die Melodie beruht seit den 60er Jahren auf der Komposition des 2021 verstorbenen Klaus Wüsthoff, welcher 1962 diese als "heute"-Erkennungsmelodie verfasst hat. Im Lauf der Jahrzehnte wurden die mit Morsesignalen verwobenen Fanfarentöne immer wieder modernisiert, Wüsthoff selbst schrieb 1980 eine Neufassung, die 1984 noch einmal anders aufgenommen wurde. Von 2001 bis 2009 wurde wie bei den "heute"-Nachrichtensendungen eine adaptierte Version des Musikstücks "Fanfare for the Champions" als Erkennungsmelodie verwendet. Bei der Überarbeitung aufgrund des Redesigns und des Umzugs ins neue Nachrichtenstudio im Jahr 2009 wurde Wüsthoff nicht mehr hinzugezogen, stattdessen nahm sich im Auftrag des ZDF eine holländische Musikfirma unter Mitwirkung von Luci Van Org. Zu diesem Vorgang gab es einen Rechtsstreit des Musikverlages von Wüsthoff gegen das ZDF, der sein geistiges Eigentum in der Version von 2009 verletzt sah.
Mit Einführung des neuen virtuellen Studios (2009) wurde der bekannte Vorspann aufgegeben und man sah nun wie eine Kamera langsam auf die Moderatoren zoomte, während im Hintergrund die Themen ein- und ausgeblendet wurden; ein richtiges Intro gab es nicht mehr. Ab dem 19. Februar 2011 erhielt das heute-journal einen von den anderen heute-Sendungen abweichenden dunkleren Hintergrund und die dort verwendete 2D-Weltkarte wurde durch fünf Globen ersetzt. Zu Beginn wurden wieder die Schlagzeilen im Vordergrund gezeigt und es gab wieder ein „richtiges“ Intro. Ab 12. September 2013 wurde der Hintergrund wieder etwas heller und damit den anderen heute-Sendungen angenähert, die Globen und das Intro blieben aber erhalten.
2021 wurde das Studio erneut technisch modernisiert. Damit einher ging zunächst auch ein Umzug in das Nebenstudio. Die erste Sendung wurde am 19. Juli 2021 ausgestrahlt. Seit dem 8. April 2024 sendet das heute-journal wieder aus dem Hauptstudio. In diesem lassen sich andere Kamerafahrten realisieren, die durch ein verändertes Intro und Outro besonders deutlich werden.

## Auszeichnungen
Das heute-journal wurde im Oktober 2013 mit dem deutschen Fernsehpreis in der Kategorie „Beste Nachrichtensendung“ ausgezeichnet.
2016 wurde ein TV-Spot von heute-journal mit dem 1. Preis der Internationalen Eyes & Ears Awards in der Kategorie Bester On-Air-Programm-Spot: News & Information ausgezeichnet.
Moderation Marietta Slomka erhielt 2017 stellvertretend für das heute-journal eine Goldene Kamera in der Kategorie „Beste Information“.

## Sonstiges
Seit dem 25. Juni 2007 wird das heute-journal, wie auch die anderen heute-Sendungen, im Bildformat 16:9 ausgestrahlt und seit dem 2. August 2015 in nativem HD gesendet.
Die Sendungen sind als Video- und Audiopodcast kostenlos zu beziehen.
Seit dem 28. Februar 2025 erscheint jeden Freitag eine neue Folge des heute-journal-Podcasts. Journalistin Helene Reiner spricht jede Woche mit einem Moderator des heute-journals über aktuelle Themen. Darin werden auch Meldungen thematisiert, die untergegangen sind, und Begriffe aus den Nachrichten erklärt.